# Усть-Муны
Усть-Муны́ — село в Майминском районе Республики Алтай, административный центр Усть-Мунинского сельского поселения.

## География
Расположено к юго-западу от Горно-Алтайска, на реке Катуни, у устья реки Муны. Выше него по Катуни расположен Мунинский порог.  Расстояние до Горно-Алтайска: 60 км. Окрестности Усть-Муны являются зоной активного развития гостиничного и туристического бизнеса.

## История
Село основано в 1876 году. В советский период долгое время входило в состав Манжерокского сельского совета. В 1973 году он был разукрупнен и образован отдельный Усть-Мунинский сельский совет . В его состав входил посёлок Озёрное, но в 1999 г. был передан в состав Манжерокской сельской администрации.

## Население
| 2008 | 2009 | 2010 | 2011 | 2012 | 2013 | 2014 |
| ---- | ---- | ---- | ---- | ---- | ---- | ---- |
| 473  | ↗507 | ↘437 | ↗438 | ↘436 | ↘428 | ↘425 |
| 2015 | 2016 |      |      |      |      |      |
| ↗453 | ↘445 |      |      |      |      |      |

## Образование
Средняя общеобразовательная школа.

## Люди, связанные с селом
В Усть-Мунах в детстве (до 1929 года) вместе с отцом бывал будущий геолог, инженер-изыскатель Южсиба Александр Кошурников. В память об этом сооружен памятник.